# Birgit Cullberg

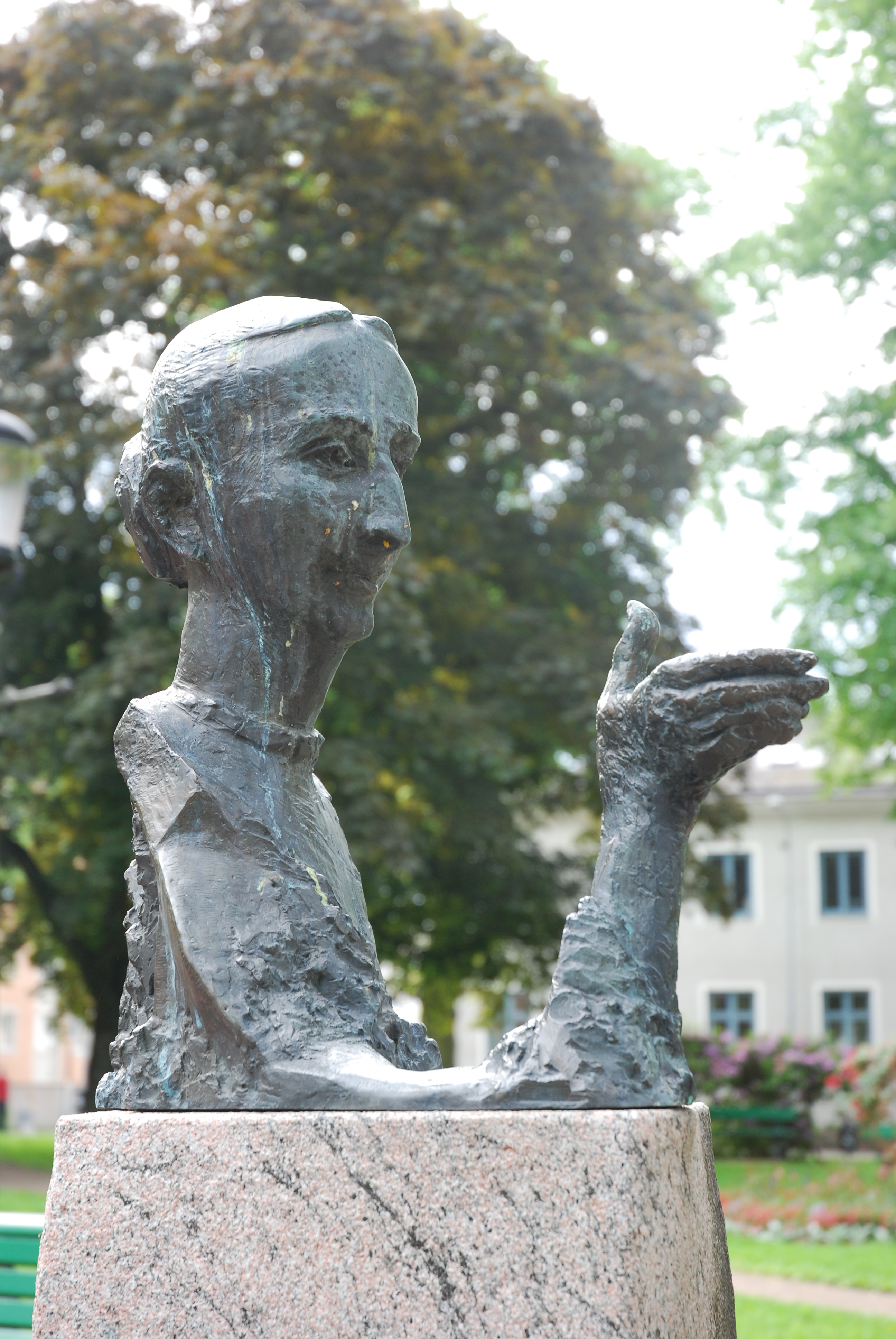
Willy Gordons porträtt av Birgit Cullberg i Teaterparken i Nyköping.

Birgit Ragnhild Cullberg, född 3 augusti 1908 i Nyköping, död 8 september 1999 i Stockholm, var en svensk dansös och koreograf.

## Biografi
Birgit Cullberg var dotter till bankdirektör Carl Cullberg och Elna Westerström. Hon studerade balett för Kurt Jooss och Lilian Karina och vid Royal Ballet i London 1952–1957. År 1960 utsågs hon till regissör och koreograf vid Stockholms stadsteater och fick 1979 hederstiteln professors namn.

### Cullberg på Stockholmsoperan
Baletten på Stockholmsoperan var styvmoderligt behandlad under 1940-talet. Det blev en ändring på detta efter iscensättningen av Birgit Cullbergs genombrottsverk Fröken Julie (1950). Den var ett genomkomponerat psykologiskt dansdrama av helt annan typ än de dittills vanliga romantiska och tämligen ytliga baletterna. Fröken Julie skrevs för Elsa-Marianne von Rosen och Julius Mengarelli och Cullberg dansade själv i en roll (som Kristin). Baletten hade urpremiär i Riksteaterns regi i Västerås den 1 mars 1950. Operachefen Joel Berglund begav sig till Västerås för att se föreställningen. Det resulterade i att han engagerade balett, koreograf och ballerina och verket hade premiär på Stockholmsoperan på hösten samma år den 7 september 1950. Det var första gången Operan tog upp en svensk balett, som inte hade haft premiär på den egna scenen. Helt nytt var även att engagera en premiärdansös som inte hade utbildats på Operan.
Cullberg fortsatte koreografera operor: Oscarsbalen, Serenad, till ny musik av Dag Wirén, och Medea, som först sattes upp av Riksteatern och till sist på Operan spelåret 1953/54. Cullberg blev kvar på Operan till 1957, då hennes kontrakt inte förnyades och hon istället satsade på en internationell karriär.

### Internationell karriär
Birgit Cullberg fick sitt internationella genombrott med Cullbergbaletten på 1960-talet. Efter att hon dragit sig tillbaka 1985, tog sonen Mats Ek över dansgruppen. Till hennes minne har Konstnärsnämnden instiftat Cullbergstipendiet. Hon var också hedersprofessor vid Stockholms universitet, där hon studerade som ung.
Hon var gift med Anders Ek 1942–1949 och mor till Niklas Ek, Mats Ek, och Malin Ek. Birgit Cullberg ligger begravd i minneslunden på Skogskyrkogården i Stockholm.

## Priser och utmärkelser
- Kommendör av Arts et Lettres-orden
- Cavaliere Ufficiale
- 1961 – Prix Italia för dansfilmen Rött vin i grönt glas (tillsammans med Måns Reuterswärd)
- 1963 – Teaterförbundets guldmedalj för "utomordentlig konstnärlig gärning"
- 1961 – Carina Ari-medaljen
- 1976 – Svenska Akademiens teaterpris
- 1977 – Litteris et Artibus i 12:e storleken
- 1979 – Professors namn
- 1982 – Natur & Kulturs kulturpris
- 1982 – Hedersledamot av Södermanlands-Nerikes nation
- 1983 – Illis Quorum

## Scen

### Koreografi i urval
| År   | Produktion                                     | Upphovsmän                                                         | Regi             | Teater                    |
| ---- | ---------------------------------------------- | ------------------------------------------------------------------ | ---------------- | ------------------------- |
| 1942 | Revytidningen Nya Taggen, revy                 | Staffan Tjerneld                                                   | Per-Axel Branner | Nya Teatern               |
| 1949 | Yerma                                          | Federico García Lorca Översättning Hjalmar Gullberg och Karin Alin | Per-Axel Branner | Nya Teatern               |
| 1950 | Oscarsbalen Baserad på Gustaf Frödings "Balen" | Dag Wirén                                                          |                  | Kungliga Operan.          |
| 1953 | Drottningens juvelsmycke                       | Carl Jonas Love Almqvist                                           | Bengt Lagerkvist | Teatern i Gamla stan      |
| 1957 | Månrenen                                       | Knud Age Riisager                                                  |                  | Köpenhamn Kungliga Operan |

### Regi
| År   | Produktion | Upphovsmän          | Teater                 |
| ---- | ---------- | ------------------- | ---------------------- |
| 1961 | Othello    | William Shakespeare | Stockholms stadsteater |

## Film
- 1942 – General von Döbeln
- 1950 – Ung och kär
- 1953 – Vägen till Klockrike

## Television
- 1960 – Den elaka drottningen. Musik: Dag Wirén. Uppförd på Sveriges Television.